# ミハ・ブラジッチ
ミハ・ブラジッチ（Miha Blažič、1993年5月8日 - ）は、スロベニア・コペル出身のサッカー選手。レフ・ポズナン所属。ポジションはDF。スロベニア代表。

## クラブ経歴
2010-11シーズンにFCコペルでプロデビューを果たし、5シーズン半在籍して2015年の冬にNKドムジャレへと移籍した。
2017年8月31日、フェレンツヴァーロシュTCへ移籍し、3年契約を結んだ。同クラブでは2018-19シーズンからのリーグ4連覇に貢献し、2021-22シーズンにはマジャル・クパのタイトルも獲得した。また、同シーズンには自身キャリア初となるUEFAヨーロッパリーグのグループステージに出場した。
2022年6月4日、リーグ・アンのアンジェSCOと3年契約を交わした。

## 代表経歴
スロベニアの各世代別代表を経て、2018年6月2日、モンテネグロ代表との親善試合でスロベニア代表デビューを飾った。
UEFA EURO 2024に選出

## タイトル

### クラブ
FCコペル
- スロベニア・カップ : 1回 (2014-15)
- スロベニア・スーパーカップ : 1回 (2015)

NKドムジャレ
- スロベニア・カップ : 1回 (2016-17)

フェレンツヴァーロシュTC
- ネムゼティ・バイノクシャーグI : 4回 (2018-19, 2019-20, 2020-21, 2021-22)
- マジャル・クパ : 1回 (2021-22)